# La casa del peccato mortale
La casa del peccato mortale (House of Mortal Sin) è un film del 1976 diretto da Pete Walker.

## Trama
Padre Xavier Meldrum è un prete represso che inizia a tormentare e a ricattare una ragazza, dopo aver registrato un colloquio con essa avvenuto nel confessionale. Il prete inoltre inizia a prendere di mira gli uomini che frequentano la ragazza.

## Collegamenti ad altre pellicole
La trama del film presenta delle analogie con quella di Non si sevizia un paperino, diretto nel 1972 da Lucio Fulci, dove è presente un prete assassino.